# Viorel Hrebenciuc
Viorel Hrebenciuc (n. 7 august 1953, Siminicea, Suceava, România) este un politician român, membru al Partidul Social Democrat. 
În perioada comunistă a fost membru în comitetul județean al PCR Bacău.
A fost primar al orașului Bacău și prefect al județului Bacău.
În perioada 1992-1996, a fost șeful Secretariatului General al Guvernului (SGG).

## Dosare penale
Viorel Hrebenciuc a fost cercetat de DNA pentru spălare de bani, într-un dosar referitor la finanțarea campaniei electorale a PSD, din 2009." 
În 2017, Viorel Hrebenciuc a fost achitat definitiv în acest dosar. 
În 14 septembrie 2021, Viorel Hrebenciuc este condamnat definitiv la 3 ani de închisoare cu executare în dosarul Giga TV. 
Pe 22 ianuarie 2015 Viorel Hrebenciuc a fost trimis în judecată de DNA pentru constituire de grup infracțional organizat, trafic de influență și spălare de bani.
Pe 3 noiembrie 2023, Înalta Curte de Casație și Justiție l-a condamnat definitiv pe Viorel Hrebenciuc la  2 ani închisoare în acest dosar.